# Poštanski broj
Poštanski broj jest kôd od brojeva ili slova ili kombinacija jednih i drugih kojim se naznačava odredišna, dostavna pošta, što pomaže u razvrstavanju poštanskih pošiljaka, posebno onom strojnom. Poštanski su brojevi 2021. godine bili u upotrebi u oko 160 zemalja svijeta.
Iako mnoga naselja ili dijelovi naselja imaju svoje poštanske urede sa svojim poštanskim brojem, pri adresiranju pošiljke ne rabi se broj lokalnog  ureda nego broj dostavnog poštanskog ureda, a ime naselja posebno se naznačuje. U nekim se državama, poput Sjedinjenih Američkih Država, broju dostavnog poštanskog ureda dodaje i višeznamenkasti broj dostavnog područja, no to nije obavezno.
Pošiljka se pravilno adresira navođenjem imena primatelja (osoba ili poduzeće), njegova naselja, ulice i kućnog broja s brojem stana ili sandučića, broja i imena dostavnog poštanskog ureda. Naselje se ne navodi ako je isto kao i ime dostavnog ureda.
Pošiljke koje se šalju u inozemstvo trebaju na kraju imati navedeno i ime države, a ispred poštanskog broja preporučeno je napisati ISO kôd države.
```
 Ime
 Naselje
 Ulica i kućni broj
 Broj i naziv dostavnog poštanskog ureda
[Država]

```

U Hrvatskoj se rabe petoznamenkasti brojevi: 10000 – Zagreb, 21000 – Split, 23000 – Zadar, 31000 – Osijek, 35000 – Slavonski Brod, 51000 – Rijeka, 52100 – Pula i sl. Takav je sustav uveden 1. siječnja 1971. u SFR Jugoslaviji, no neki su poštanski brojevi promijenjeni poslije osamostaljenja Hrvatske.
Do tada su poštanski brojevi u Hrvatskoj počinjali s 4 ili 5. Zagreb je imao broj 41000, Split 58000, Osijek 54000, a Rijeka 51000. Razlog tome je bila jedinstvena organizacija poštanskih brojeva u Jugoslaviji: brojevi u Srbiji s pokrajinama su počinjali s 1 ili 2 odnosno 3, u Sloveniji sa 6, u Bosni i Hercegovini sa 7 itd. Srbija i BiH jedine su sačuvale te numeracije, Slovenija je odbacila prvu znamenku, Hrvatska je preinačila numeraciju.
Poštanski brojevi u Hrvatskoj sada počinju znamenkom 1, 2, 3, 4 ili 5.

## Popis poštanskih brojeva u Republici Hrvatskoj po županijama
1XXXX – Zagrebačka regija 

- 10XXX – Grad Zagreb i Zagrebačka županija

2XXXX – Južno hrvatsko primorje 

- 20XXX – Dubrovačko-neretvanska županija
- 21XXX – Splitsko-dalmatinska županija
- 22XXX – Šibensko-kninska županija
- 23XXX – Zadarska županija

3XXXX – Istočna Hrvatska 

- 31XXX – Osječko-baranjska županija
- 32XXX – Vukovarsko-srijemska županija
- 33XXX – Virovitičko-podravska županija
- 34XXX – Požeško-slavonska županija
- 35XXX – Brodsko-posavska županija

4XXXX – Središnja Hrvatska osim Zagrebačke regije 

- 40XXX – Međimurska županija
- 42XXX – Varaždinska županija
- 43XXX – Bjelovarsko-bilogorska županija
- 44XXX – Sisačko-moslavačka županija
- 47XXX – Karlovačka županija
- 48XXX – Koprivničko-križevačka županija
- 49XXX – Krapinsko-zagorska županija

5XXXX – Zapadna i gorska Hrvatska 

- 51XXX – Primorsko-goranska županija
- 52XXX – Istarska županija
- 53XXX – Ličko-senjska županija

## Vanjske poveznice
- Hrvatska pošta: pretraživač poštanskih brojeva dostavnih ureda prema naselju
- Hrvatska pošta: preuzimanje podataka o odredišnim poštanskim uredima prema naselju (Excel i XML)